# Anders Petersen (strzelec)
Anders Martinus Petersen (ur. 13 lipca 1876 w Bogø, zm. 8 grudnia 1968 w Glostrup) – duński strzelec, mistrz olimpijski i medalista mistrzostw świata.
Uczestnik Letnich Igrzysk Olimpijskich 1920. W karabinie wojskowym stojąc z 300 m uplasował się na 7. miejscu, zaś w zawodach drużynowych został złotym medalistą olimpijskim, uzyskując trzeci wynik w reprezentacji (skład zespołu: Niels Larsen, Lars Jørgen Madsen, 	Anders Peter Nielsen, Anders Petersen, Erik Sætter-Lassen).
Petersen jest dwukrotnym medalistą mistrzostw świata z roku 1914. Wywalczył wicemistrzostwo w karabinie wojskowym stojąc z 300 m, przegrywając jedynie z Holendrem Aixem Bouwensem. Ponadto został brązowym medalistą w karabinie dowolnym w trzech postawach z 300 m drużynowo (skład reprezentacji: Niels Andersen, Kjœr Madsen, Lars Jørgen Madsen, Anders Petersen, Anders Peter Nielsen).

## Wyniki

### Igrzyska olimpijskie
| Igrzyska       | Konkurencja                               | Wynik                           | Miejsce | Źródło |
| -------------- | ----------------------------------------- | ------------------------------- | ------- | ------ |
| Antwerpia 1920 | Karabin wojskowy stojąc, 300 m            | 53 pkt.                         | 7       | [ 3 ]  |
| Antwerpia 1920 | Karabin wojskowy stojąc, 300 m, drużynowo | 266 pkt. (druż.) 53 pkt. (ind.) |         | [ 1 ]  |

### Medale mistrzostw świata
Opracowano na podstawie materiałów źródłowych:
| Mistrzostwa | Konkurencja                                     | Wynik                             | Miejsce |
| ----------- | ----------------------------------------------- | --------------------------------- | ------- |
| Viborg 1914 | Karabin wojskowy stojąc, 300 m                  | 153 pkt.                          |         |
| Viborg 1914 | Karabin dowolny, trzy postawy, 300 m, drużynowo | 4871 pkt. (druż.) 974 pkt. (ind.) |         |